# Harbor Bluffs
Harbor Bluffs es un lugar designado por el censo ubicado en el condado de Pinellas en el estado estadounidense de Florida. En el Censo de 2010 tenía una población de 2.860 habitantes y una densidad poblacional de 1.140,76 personas por km².

## Geografía
Harbor Bluffs se encuentra ubicado en las coordenadas 27°54′28″N 82°49′36″O / 27.90778, -82.82667. Según la Oficina del Censo de los Estados Unidos, Harbor Bluffs tiene una superficie total de 2.51 km², de la cual 1.83 km² corresponden a tierra firme y (27.17%) 0.68 km² es agua.

## Demografía
Según el censo de 2010, había 2.860 personas residiendo en Harbor Bluffs. La densidad de población era de 1.140,76 hab./km². De los 2.860 habitantes, Harbor Bluffs estaba compuesto por el 96.36% blancos, el 0.49% eran afroamericanos, el 0.1% eran amerindios, el 1.57% eran asiáticos, el 0.1% eran isleños del Pacífico, el 0.17% eran de otras razas y el 1.19% pertenecían a dos o más razas. Del total de la población el 3.04% eran hispanos o latinos de cualquier raza.